# Fort du Mont-Dauphin
 (25 mai 2025).
Le fort du Mont-Dauphin est un ensemble fortifié, partie des fortifications de Vauban inscrites à l'Unesco, et classé au titre des monuments historiques. 

## Situation
Le monument,, est situé au sommet du Mont-Dauphin sur la commune française de Mont-Dauphin, située dans le département des Hautes-Alpes en région Provence-Alpes-Côte d'Azur.

## Description
Cet ensemble fortifié inclut : 
- le mur d'enceinte,
- les demi-lunes[6],[7],
- la batterie dite batterie 84[8].
- lunette 64[9].
- Casernes :

la caserne Rochambeau qui participe à la défense du front d’Embrun (murs aveugles) et sa charpente,
* Ousmane Sow a réalisé, en 2021, une exposition sur la Bataille de Little Bighorn dans les combles de la caserne Rochambeau.
la caserne dite caserne Rochambeau, dite casemates C et K.
la caserne dite pavillon E, dite caserne des officiers,.
le pavillon des officiers accueille désormais des touristes par ses aménagements en 16 logements.
la caserne dite caserne H, dite casernes vieilles puis Campana.
la caserne dite caserne M, dite casernes neuves puis Binot.
- la Citerne X. Poste de puisage[19],[20].
- Poudrières :

la poudrière dite magasin à poudre P.
la Poudrière dite magasin à poudre S.
- l'arsenal dit arsenal Q[23].

- l'église paroissiale Saint-Louis[24].

l'église inachevée comprise dans l'ensemble architectural de la place forte.
le mobilier de l'église paroissiale Saint-Louis.

## Historique

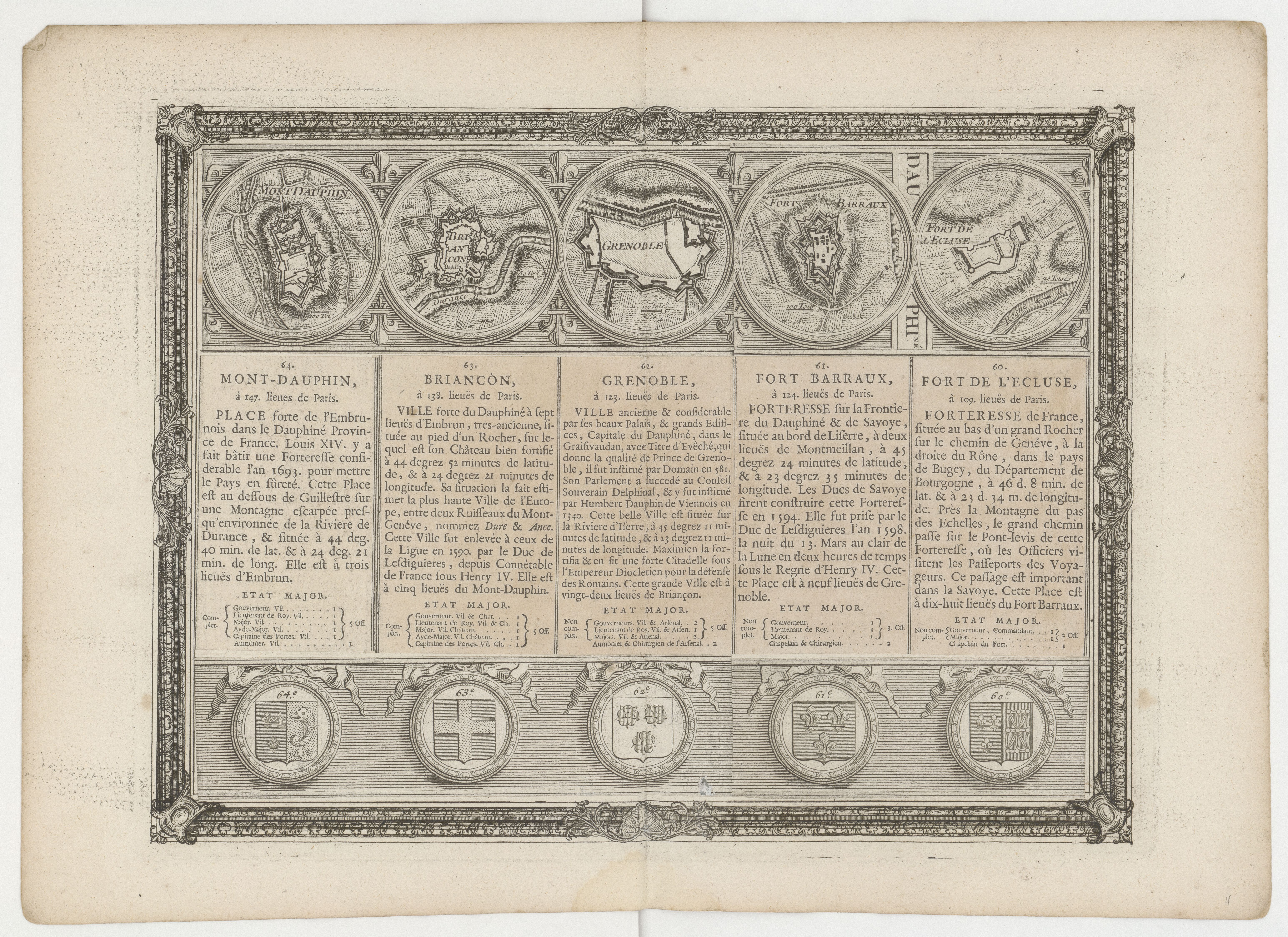
Mont-Dauphin dans lAtlas topographique de Pierre Lemau de La Jaisse en 1749.